# بني محمديات
قرية بني محمديات هي إحدى القرى التابعة لمركز أبنوب في محافظة أسيوط في جمهورية مصر العربية. حسب إحصاءات سنة 2006، بلغ إجمالي السكان في بني محمديات 50230 نسمة، منهم 25919 رجل و24311 امرأة.